# Нгуен Тыонг Ван
Нгуен Тыонг Ван (вьет. Nguyễn Tường Vân, 17 августа 1980 года — 2 декабря 2005 года) — австралийский наркокурьер вьетнамского происхождения. Он был арестован с поличным при досмотре во время пересадки в сингапурском аэропорту Чанги, при транзитном пролёте из Камбоджи в Австралию, и после трёхлетнего тюремного заключения в Сингапуре приговорён к смертной казни. Несмотря на требования австралийского правительства, организации «Международная амнистия» и самого Папы Римского, он был казнён в 06:07 2 декабря 2005 года в сингапурской тюрьме Чанги.

## Биография
Нгуен Тыонг Ван был арестован в аэропорту Сингапура в декабре 2002 года при попытке провезти транзитом 400 граммов героина из Камбоджи в Австралию. В ходе суда и следствия он говорил, что задолжал и должен был вернуть долг. Чтобы быстро заработать, он решил впервые в жизни исполнить роль наркокурьера. За это преступление Ван был приговорён к смертной казни через повешение. Президент Сингапура отклонил прошение Вана о помиловании. В ответ на это премьер-министр Австралии Джон Говард заявил, что подобная казнь приведёт к ухудшению австралийско-сингапурских отношений.

## Освещение событий
Австралийская общественность и правительство Австралии активно выступили в защиту Вана. По австралийскому телевидению показывали полные сострадания фильмы и репортажи о Ване. По телевидению показывали его мать и рассказывали о его тяжёлой жизни.
Тем не менее, австралийское правительство подверглось жесткой критике со стороны ряда правозащитных организаций. «Международная амнистия» обвиняла его в медлительности, в том, что оно неактивно борется за отмену смертного приговора для Нгуен Тыонг Вана.

## Казнь
2 декабря 2005 года в 06:07 в тюрьме Чанги Ван был повешен. Незадолго до казни он написал прощальное письмо своей матери. Он провёл в ожидании приговора около двух лет. Джон Говард осудил казнь, но выразил надежду на то, что случай Нгуен Тыонг Вана предостережёт молодёжь от употребления наркотиков. Аналогичное заявление сделал Тони Эбботт.

## Аналогии
Схожий дипломатический конфликт произошёл в Сингапуре десятью годами ранее с филиппинкой Флор Контемпласьон.

## В кино
- «Человек, который стал лучше» (2013) — австралийско-вьетнамский мини-сериал из 4 частей о деле Нгуен Тыонг Вана.